# مشاعات المعرفة

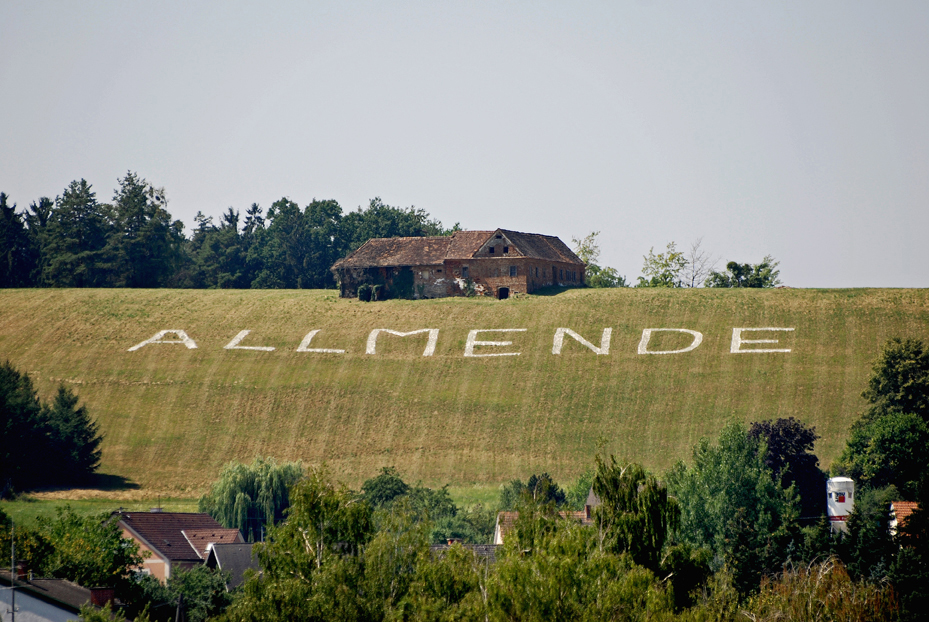

مشاعات المعرفة (بالإنجليزية: Knowledge commons)‏ هوَ مُصطلح يُشير إلى المعلومات والبيانات والمحُتوى الذي يملكه ويُديره مُجتمع من الأشخاص بشكلٍ جماعي، ويكون ذلك عادةً عبر الإنترنت. تتميز مشاعات المَعرفة عن مشاعات الموارد المادية المُشتركة في كون الموارد الرَقمية غير قابلة للطَرح؛ وبالتالي فإنَّ مشاعات المعرفة تُمكن مجموعة من الأشخاص من الوصول إلى نفس الموارد الرَقمية دون التأثير على الكمية أو النوع.

## الخلفية المفاهيمية
مُصطلح كومنز أو المشاعات (بالإنجليزية: Commons)‏ مُشتق من اسم أحد الأنظمة الاقتصادية في القرون الوسطى. حالياً تَعمل مشاعات المعرفة على كإطار مرجعي لعدد من المجالات، والتي تتضمن موارد التعليم المفتوح مِثل مناهج التدريس المفتوحة وَالإعلام الرقمي المفتوح مثل ويكيبيديا والمشاع الإبداعي وَالأبحاث مفتوحة المَصدر وَالتجمعيات العلمية المفتوحة مِثل المكتبة العامة للعلوم وَالبرمجيات الحرة وَالتصميمات المفتوحة. غالباً ما يحصل إنتاج أعمال مشاعات المعرفة بدافع الذكاء الجماعي وذلك بهدف الاعتراف بفضل صاحبها وتقديره فقط، بحيث يتخلى الشخص عن حقوق الملكية الفكرية الخاصة به.

## الحقوق المتروكة
من المبادئ الأساسية لمشاعات المعرفة هو استبدال مبدأ حقوق التأليف والنشر بمبدأ الحقوق المتروكة، حيثُ أنه للتعامل عبر مبدأ الحقوق المتروكة لا يلزم الحصول على إذن أو ترخيص مُعين، حيثُ يتم منح جميع الحقوق مثل الحق في الدراسة والاستخدام والتغيير وإعادة التوزيع المُحسن بِشرط أن تُطرح جميع الأعمال المُستقبلية المُشتقة تحت رخصة المشاعات. من أشهر التطبيقات المُعتمدة على مبدأ الحقوق المتروكة نظام تشغيل جنو وَالمشاع الإبداعي وَالمشاركة بالمثل.